# Bogdanusa
La bogdanusa és una varietat de raïm blanc i vi de les illes Brac i Hvar, a Croàcia.
També és coneguda amb els sinònims de bogdanoucha, bogdanuša bijela, bogdanuša mala, bogdanuša vela, bogdanuša vela mladinka, bojadanuša, bojdanuša, mladeinka, vrbanjka i vrbanjska.